# Лебединий спів
«Лебединий спів» (нім. Schwanengesang) — вокальний цикл Ф. Шуберта для тенора і фортепіано, написаний 1828 року. Цикл опублікований 1829 року після смерті композитора, назва циклу належить першому видавцеві — Тобіасу Гаслінгеру (Tobias Haslinger).
Складається з 14 пісень:
| #  | Назва мовою оригіналу | Поет        | Переклад українською     | Перекладач                                                  |
| -- | --------------------- | ----------- | ------------------------ | ----------------------------------------------------------- |
| 1. | Liebesbotschaft       | Л. Рельштаб | Любовне послання         | Валерій Яковчук                                             |
| 2. | Kriegers Ahnung       | Л. Рельштаб | Передчуття воїна         | брак відомостей                                             |
| 3. | Fruhlingssehnsucht    | Л. Рельштаб | Бажання весни            | брак відомостей                                             |
| 4. | Standchen             | Л. Рельштаб | «Серенада»               | Борис Тен, Олена Пчілкатекст, Ю. Отрошенко, Валерій Яковчук |
| 5. | Aufenthalt            | Л. Рельштаб | «Захист»                 | Дм. Ревуцький                                               |
| 6. | In der Ferne          | Л. Рельштаб | Вдалині                  | брак відомостей                                             |
| 7. | Abschied              | Л. Рельштаб | Прощання                 | брак відомостей                                             |
| 8  | Der Atlas             | Г. Гейне    | «Ох, я нещасний Атлант!» | Дм. Ревуцький                                               |
| 9  | Ihr Bild              | Г. Гейне    | «Її портрет»             | Дм. Ревуцький                                               |
| 10 | Das Fischermadchen    | Г. Гейне    | «Рибалочка»              | Д. Загул                                                    |
| 11 | Die Stadt             | Г. Гейне    | «Місто»                  | Дм. Ревуцький                                               |
| 12 | Am Meer               | Г. Гейне    | «Горіло море віддаля»    | Борис Тен                                                   |
| 13 | Der Doppelganger      | Г. Гейне    | «Двійник»                | М. Рильський                                                |
| 14 | Die Taubenpost        | Зейдль      | Голубина пошта           | брак відомостей                                             |